# New Delhi Challenger 3 2008
Il New Delhi Challenger 3 2008 è stato un torneo di tennis facente parte della categoria ATP Challenger Series nell'ambito dell'ATP Challenger Series 2008. È stata la 7ª edizione del torneo, si è giocata a Nuova Delhi in India dal 4 al 10 agosto 2008 su campi in cemento e aveva un montepremi di $50 000. A maggio si era giocato il New Delhi Challenger 1 2008 e il New Delhi Challenger 2 2008, mentre la settimana successiva si svolse il New Delhi Challenger 4 2008.

## Vincitori

### Singolare
Conor Niland ha battuto in finale  Tomáš Cakl con il punteggio di 6–4, 6–4

### Doppio
Joshua Goodall /  James Ward hanno battuto in finale  Tasuku Iwami /  Hiroki Kondo con il punteggio di 6–4, 6–1